# Санджулиано, Дженнаро
Дженна́ро Санджулиа́но (итал. Gennaro Sangiuliano; род. 6 июня 1962, Неаполь) — итальянский журналист и политик. Министр культуры Италии (2022—2024).

## Биография
Получил высшее юридическое образование в Неаполитанском университете, защитил там же докторскую степень по праву и экономике, а в римском университете Ла Сапиенца — степень магистра по европейскому частному праву. Преподаватель Свободного университета Пресвятой Девы Марии (LUMSA), университета Ла Сапиенца и Свободного международного университета общественных наук имени Гвидо Карли (LUISS).
С 1996 по 2001 год работал директором ежедневной газеты Roma, затем заместителем директора газеты Libero.
С 2003 года работал на RAI в качестве корреспондента компании TgR, занял должность главного редактора и позднее перешёл в телекомпанию Tg1. Являлся корреспондентом в Боснии, Косово и Афганистане.
С 2009 года занимал должность заместителя директора Tg1, в 2018 году назначен директором Tg2. Автор ряда биографических исследований, в том числе: Putin. Vita di uno zar («Путин. Жизнь одного царя», 2015), Hillary. Vita in una dynasty americana («Хиллари. Жизнь в одной американской династии», 2016), Trump. Vita di un presidente contro tutti («Трамп. Жизнь одного президента против всех», 2017).
В молодости состоял в юношеской организации Итальянского социального движения — Молодёжный фронт, с 1983 по 1987 год состоял в руководстве местного отделения ИСД в одном из районов Неаполя.
22 октября 2022 года при формировании правительства Мелони получил портфель министра культуры.
6 сентября 2024 года Санджулиано ушёл в отставку из-за скандала вокруг его отношений с Марией Розарией Бочча (Maria Rosaria Boccia). В тот же день новым министром культуры назначен Алессандро Джули.
10 сентября 2024 года стало известно, что прокуратура Рима начала расследование против Санджулиано по подозрению в хищении бюджетных средств и раскрытии служебной информации. Обвинения строятся на публичных утверждениях Бочча, что она сопровождала министра в служебных командировках и была осведомлена о содержании его официальной переписки, хотя не занимала в Министерстве культуры никакой должности.
8 апреля 2025 года Суд министров отправил дело против Санджулиано в архив.

## Труды
- Gennaro Sangiuliano; Ciro Paglia, Il paradiso: viaggio nel profondo Nord, prefazione di Vittorio Sgarbi, Napoli, Edizione scientifiche italiane, 1993, ISBN 88-7104-721-4.
- Gennaro Sangiuliano, La svolta: interviste sulla seconda Repubblica, prefazione di Pialuisa Bianco, Napoli, Edizione scientifiche italiane, 1995, ISBN 88-8114-080-2.
- Gennaro Sangiuliano, Le origini del conflitto nella ex Jugoslavia, Napoli, Edizione scientifiche italiane, 1996.
- Gennaro Sangiuliano; Giuliano Frosini, Napoli, Italia, Napoli, Parresìa, 1997.
- Gennaro Sangiuliano, Viaggio nella globalità, Napoli, Guida, 2001, ISBN 88-7188-509-0.
- Dario E. M. Consoli; Gennaro Sangiuliano, Manuale di teoria e tecniche dei media, Napoli, Edizione scientifiche italiane, 2006, ISBN 88-495-1218-X.
- Gennaro Sangiuliano, Giuseppe Prezzolini: l’anarchico conservatore, prefazione di Vittorio Feltri, Milano, Mursia, 2008, ISBN 978-88-425-3940-7.
- Gennaro Sangiuliano, Economia della comunicazione, Roma, Albatros, 2010, ISBN 978-88-567-2463-9.
- Gennaro Sangiuliano, Scacco allo zar: 1908—1910: Lenin a Capri, genesi della rivoluzione, Milano, Mondadori, 2012, ISBN 978-88-04-61591-0.
- Gennaro Sangiuliano, L’inutile federalismo: il caso Italia e i modelli di autonomia fiscale, Milano, Utet Giuridica, 2012, ISBN 978-88-598-0883-1.
- Vittorio Feltri; Gennaro Sangiuliano, Una Repubblica senza Patria-Storie d’Italia dal '43 ad oggi, Milano, Mondadori, 2013, ISBN 88-04-63344-1.
- Vittorio Feltri; Gennaro Sangiuliano, Quarto Reich, come la Germania ha sottomesso l’Europa, Milano, Mondadori, 2014, ISBN 88-520-5413-8.
- Gennaro Sangiuliano, saggio introduttivo al Manifesto dei conservatori di Giuseppe Prezzolini, Edizioni Storia e Letteratura, Roma 2014. ISBN 978-88-6372-725-8
- Gennaro Sangiuliano, Putin. Vita di uno zar, Milano, Mondadori, 2015, ISBN 88-04-6586-06.
- Gennaro Sangiuliano, Hillary. Vita in una dinasty americana, Milano, Mondadori, 2016, ISBN 978-88-04-66996-8.
- Gennaro Sangiuliano, Trump. Vita di un presidente contro tutti, Milano, Mondadori, 2017, ISBN 978-88-04-68204-2.
- Gennaro Sangiuliano, Il nuovo Mao. Xi Jinping e l’ascesa al potere nella Cina di oggi, Milano, Mondadori, 2019, ISBN 978-88-04-70528-4.
- Gennaro Sangiuliano, Reagan. Il presidente che cambiò la politica americana, Milano, Mondadori, 2021, ISBN 978-88-04-73593-9.